# Aris Enkelmann
Aris Enkelmann (Francoforte sull'Oder, 29 aprile 1964) è un ex schermidore tedesco, vincitore di una medaglia d'argento ai campionati mondiali di scherma.